# 千代の富士貢
千代の富士 貢（ちよのふじ みつぐ、1955年〈昭和30年〉6月1日 - 2016年〈平成28年〉7月31日）は、北海道松前郡福島町出身で九重部屋に所属した大相撲力士。位階は従四位。
本名は秋元 貢（あきもと みつぐ）。第58代横綱。

## 来歴

### 生い立ち
秋元貢は1955年、北海道松前郡福島町で漁師の家に誕生。父は筋肉質というほどではなかったが骨太で、貢に骨格面が遺伝したものとみられる。幼少期から体格は同級生より頭一つ大きく、食卓に並んだホッケや鮭などの魚類で体を作っていた。
子供のころから漁業を手伝うことで自然に足腰が鍛えられ、運動神経が抜群で最初はスポーツとしてはバスケットボールを行っていた。特に福島町立福島中学校の陸上競技部では走り高跳び・三段跳びの松前郡大会で優勝し、中学時代は走り高跳び1m62、三段跳びは12m58という記録が残っている。「オリンピック選手でもいける」と言われるほどだったが相撲は大嫌いだった。

### 入門までの経緯
中学1年生の時に盲腸炎の手術を受けたが、腹の筋肉が厚いために手こずり、予定を大幅に上回る長時間の手術となり、終了直前に麻酔が切れた。それでも必死に耐え続ける体格の良い貢を見た病院長が、千代の山の入門の世話をしたことがある若狭龍太郎（当時、九重部屋北海道後援会世話人）に連絡した。九重（千代の山）と、貢の母の実家である大村家が遠縁であり、北海道巡業の際に九重は直々に秋元家に勧誘に赴いたが、貢自身は乗り気がせず、両親も入門に大反対したため一旦は断った。
それでも諦めない九重は貢に対して「とりあえず東京に行こう。入門するなら飛行機に乗っけてあげるよ」「中学の間だけでも（相撲を）やってみて、後のことを考えたらどうだ？」などと持ちかけると、貢は飛行機にどうしても乗りたいがために、家族の反対を押し切って九重部屋に入門を決めた。
まだ現役であった北の富士も貢と会っているが、その時を後に北の富士は「小さかったよ。だけど、物おじしないで平気な顔で部屋に来たのを覚えている。『おれのこと知ってるか』と聞いたら、『知らない。大鵬なら知ってるけど』。それが初めての会話だった。」と振り返っている。上京前夜には、父が巡業の接待役にあたっていた貴ノ花に会わされ、「坊や、相撲に行くんだって?」「（九重部屋は）親方もいい。横綱もいい。とっても明るくて、いい部屋だよ……坊や、目つきが違うぞ。頑張れよ」と声をかけられた。

### 五文字の関取誕生
中学3年生で本名のまま1970年9月場所初土俵を踏み、翌11月場所序ノ口につき「大秋元」と改名、1971年1月場所序二段に昇進すると「千代の冨士」（1975年1月場所より「千代の富士」）と名付けられた。四股名の由来は、九重の四股名である「千代の山」と同じ部屋の先輩横綱・北の富士から取られていて、九重からはそれだけの大器と見られていた。上京して相撲を始めたものの陸上への未練も捨てがたく、転入した台東区立福井中学校では台東区立中学連合の陸上競技大会の砲丸投げで2位に入賞する活躍を見せた。ただ相撲には馴染めず、中学校を卒業後に帰郷しようと、1971年3月場所の終了後は荷物を実家へ送り返してしまった。土俵での成績は概ね良好のため、逸材を手放すことを恐れた九重は故郷の後援会会員に世話を頼んで千代の冨士を明治大学付属中野高校定時制へ進学させた。そこで学業と相撲の両立を図ったが、これを妬んだ兄弟子からの折檻を受け、さらに同年7月場所を負け越しで終えると「学校と相撲は両立できない」と6か月で高校を中途退学し、相撲に専念した。同年秋ごろに右足首の骨折でやる気が薄れたが、当時東京で上野の松坂屋に勤めていた姉に励まされて踏みとどまった。
小兵（幕内定着の頃まで体重は100kg以下）ながら気性の激しさを見せる取り口で順調に出世して、1974年11月場所で19歳5か月にして十両昇進、史上初の5文字四股名の関取となった。異名の「ウルフ」については、ちゃんこ番として魚をさばいているところを見た九重が「狼みたいだな」と言ったことから名付けられた。当初は狼と呼ばれていたものがいつしか変化したそうで、これを聞いた春日野理事長は「動物の名前で呼ばれる力士は強くなる。ワシは『マムシ』だった。狼は若乃花の昔のあだ名だ」と言ったという。

### 肩脱臼との戦い
幕下時代は投げに頼った強引な相撲が目立ち、このことが肩の脱臼癖を招くこととなった。1973年3月場所13日目、白藤との取組で左腕をねじられた際に左肩を脱臼した。このときは医者に相手にされず湿布でしのいだが、翌5月場所3番相撲、立山との取組で二本差しになり左から投げを打ったところその左腕を抱えられた瞬間に再度脱臼し、休場に追い込まれた。三段目に下がった翌7月場所では場所前の稽古でまた左肩を脱臼したが、痛みに耐えて出場し6勝を挙げた。新十両の1974年11月場所でも11日目の隆ノ里との取組で土俵下に転落した際に左肩を脱臼している。
1975年9月場所で昭和30年代生まれの力士として第1号の新入幕を果たし、2日目に元大関・大受からは幕内初白星を挙げるが、相撲の粗さもあって5勝10敗と負け越した。その後も故障もあって1976年1月場所まで連続負け越しとなり、幕下まで番付を下げる。昭和30年代生まれの力士としての幕内勝ち越し第1号は、当時「北の湖二世」と呼ばれ将来を嘱望された小沼が達成し先を越された。奮起し76年7月場所で帰り十両を果たすが、先天的に骨の形状から両肩の関節のかみ合わせが浅く、左肩を脱臼しやすいという弱点が顕在化し、最初の幕下からの5年間で公式には7回、部屋で半脱臼したものも含めれば10回を超える脱臼を繰り返した。その頃の取り口は類い稀な運動神経を活かし、力任せの強引な投げ技で相手を振り回すのを得意としていたが、それは左肩へますます負担をかけ、度重なる脱臼に悩まされることとなった。けがの影響で2年間を十両で過ごすことになるが、元NHKアナウンサーの向坂松彦はこの頃から「（千代の冨士は）ケガ（脱臼）さえなければ幕内上位にいる人だと思う。ウルフと言われる鋭い目はいつの日か土俵の天下を取るものと見ている」と将来性を見抜いていた。
1977年10月29日に九重が死去したため、部屋は北の富士が継承した。この頃から師匠（北の富士）の指導で脇を締めて左の下手を取って引き付ける相撲を身に付ける。その成果もあって脱臼も幾分か治まり、1978年1月場所には再入幕を果たした。同年5月場所13日目の対貴ノ花戦は、取組前の「両者とも足腰が良いからもつれるだろう」という実況・解説者の予想を覆して、頭を付けて懐に入ってから強烈な引き付けで貴ノ花の上体を起こし、貴ノ花が左からおっつけるところを一気に寄り切るという会心の相撲で勝利し、大関戦初勝利と勝ち越しを同時に手にする大きな白星となった。この場所、9勝6敗の成績を挙げて初の敢闘賞を受賞。同年7月場所では新小結に昇進し、貴ノ花・旭國の2大関を破る活躍も見せたが、5勝10敗と負け越す。西前頭8枚目で迎え、幕内への定着も見えてきた1979年3月場所の播竜山戦では右肩を脱臼する。全治1年、手術すれば2年という重大なけがで途中休場し入院。脱臼との戦いをまたも強いられることとなった。このときの診察で肩関節の臼が左右とも普通人の3分の2しかないことが発見された。三重県四日市中央病院の院長には「手術すれば半年は稽古ができない」と言われる一方、「もし2か月で治したいなら筋力トレーニングを行い肩の周辺を筋肉で固めなさい」とアドバイスされたことが、肩を鋼の筋肉で固めるというけが防止策を見出すこととなった。毎日500回の腕立て伏せ・ウェイトトレーニングに励み、当時東京都江戸川区に構えていた自宅の8畳の自室を4か月に一度、畳替えをしなければならないほどすさまじいトレーニングだったという。

### 三役昇進
1979年5月場所は休場明けで西十両2枚目に下がり、取組中のケガだったことから公傷制度を利用して肩の治療に専念するはずだった。しかし、手続きの不手際（書類を受け取った担当の親方が書類を鞄に入れたまま提出するのを忘れてしまった）で公傷と認められないことが場所の直前になって発覚したため、このまま休場し続ければ幕下陥落の危機もあったことから3日目より強行出場、9勝を挙げて同年7月場所に幕内へ復帰した。以後は着実に力をつけ、幕内上位に定着することとなる。
肩の脱臼を受けて、それまでの強引な投げから前廻しを取ってからの一気の寄りという形を完成させ、1980年3月場所から幕内上位に定着する。横綱・大関陣を次々と倒して人気者となり、特に大関昇進後の増位山に対しては6戦6勝負けなしと「増位山キラー」とされた。同年9月場所には小結で4日目に北の湖を初めて破り、連勝を24でストップさせ、幕内初の二ケタ勝利となる10勝5敗の成績を挙げた（この場所以降引退まで、皆勤場所では全て二ケタ勝利）。同年11月場所に新関脇に昇進すると初日から8連勝した。連勝は9日目輪島に敗れて止まったが11勝4敗の成績を挙げ、大関を目前として1981年1月場所を迎えた。
1981年1月場所は前場所をはるかに上回る快進撃を見せる。輪島を相手得意の左四つからの上手投げ、若乃花を外四つで寄り倒し、いずれも不利な体勢から2横綱を破るなど初日から14連勝を記録。そして迎えた千秋楽（1月25日）、1敗で追いかけた北の湖との直接対決を迎えた。本割では吊り出しで敗れて全勝優勝こそ逃し、北の湖に14勝1敗で並ばれたが、吊り出された時に北の湖の足の状態が不完全であることに気付いて立てた作戦が優勝決定戦で見事に決まり、北の湖を右からの上手出し投げで下し、幕内初優勝を果たした。千秋楽の大相撲中継視聴率は52.2%、千代の富士の優勝が決まった瞬間の最高視聴率は65.3%に達し、現在でも大相撲中継の最高記録となっている（ビデオリサーチ調べ）。九重は千代の富士の優勝で一番思い出に残る取組にこの優勝決定戦を挙げており、塩沢実信のインタビューでは「やっぱり、初優勝の時ですね。北の湖との本割で敗れて、そして優勝決定戦。あの二番は忘れられません。大関に昇進、横綱に昇進という時は、感激が大きすぎてピンと来ないもんなんです。初優勝した時は、千代の富士の姿を見て涙が出ましたから」と語っていた。当時のフィーバーについて後に千代の富士本人は「若貴ブームは2人で作った数字だけど、ウルフフィーバーは俺1人だからね（笑）。どれだけすごかったことか」と冗談交じりに語っていた。場所後に千代の富士の大関昇進が決定した。

### ウルフフィーバー
新大関で迎えた3月場所は11勝4敗、5月場所は13勝2敗と連続して千秋楽まで優勝争いに残り、横綱昇進が懸かった7月場所には千秋楽で北の湖を破って14勝1敗の成績で2度目の優勝を果たした。7月場所後の横綱審議委員会ではわずか10数分の審議で「歴代横綱に比べてそん色がない」との考えで委員が一致し、満場一致で横綱推薦を決めた。この千秋楽の取組では千代の富士が立合い、得意の左前ミツを取って頭をつけた。北の湖が左をのぞかせ、右からおっつけたが、千代の富士は土俵際、回り込んで右の前ミツも取ると、右上手出し投げで北の湖の体を泳がし、そのまま寄り切った。この一番は、それまで7年横綱に君臨し、22回の優勝を数える北の湖がこの一番に敗れ優勝を逃した後は、引退までの3年半は（それまで一度もなかった）休場が増え、優勝も2回にとどまることとなり、勝って横綱を手にした千代の富士との覇者交代の一番と位置付けられる。非常に劇的な瞬間に、千秋楽審判委員として土俵下に控えていた当時の九重親方（北の富士）は勝負が決まった瞬間手で涙を拭った。この日のNHK大相撲中継の視聴率は2017年3月場所終了までの記録で夏場所としては第3位となる36.5%と盛り上がった。横綱昇進の際「2代目・千代の山」の襲名を打診されたが「今の横綱2人分（千代の山＋北の富士＝『千代の富士』）の四股名の方が強そうだから」と述べ固辞。千代の富士の大関・横綱昇進伝達式の際には、北の富士と、北の富士の配慮で先代九重親方の未亡人が同席していた。横綱昇進伝達式では「横綱の名をけがさぬよう一生懸命がんばります」と口上を述べた。横綱土俵入りは九重と同じ雲龍型とし、当初は先代九重の化粧廻しを使用する意向を示した。なお横綱昇進にあたって横審からは「長続きする横綱に」との注文がついた。
新横綱となった同年9月場所の2日目、ライバルと言われた隆の里との取組で場所前から痛めていた足を負傷し、新横綱が途中休場という憂き目を見る（新横綱の休場は昭和以降では武蔵山・吉葉山に次いで3人目）。新横綱の期待が一転し、一部に「不祥事」「短命か」などの批判もあった。しかし、同年11月場所では12勝3敗の成績で朝汐との優勝決定戦を制して横綱としての初優勝を飾ることで復活を見せた。なお、この場所も14日目に隆の里に敗れ、隆の里はその後も千代の富士の天敵と言えるような存在で千代の富士を長く苦しめた。対隆の里戦の通算成績は12勝16敗で、下位力士（関脇～大関時代の隆の里）相手に8連敗という不名誉な記録も作っている。
1981年は、同一年中に関脇・大関・横綱の3つの地位で優勝するという史上初の記録を達成した。関脇から横綱へ一気に駆け上がるとともに新横綱での挫折、翌場所の復活優勝と、1981年は千代の富士にとって激動の1年であった。一気に大関・横綱への昇進を決めた1年間は「ウルフフィーバー」の年として記憶されている。細身で筋肉質な体型と精悍な顔立ち、そして豪快でスピーディな取り口から若い女性や子供まで知名度が高まり、一種のアイドル的な人気を得た。千代の富士の取組にかかる懸賞の数は他の力士に比べて圧倒的に多く、懸賞旗が土俵を数周してもまだ余る状態だった（大抵の場合3周以上していた）。スピード昇進だったことから、千代の富士が関脇や大関として登場した広告などの記録は、大関時代に『テレビマガジン』における永谷園「味ぶし」の宣伝に登場した例があるものの少ない。

### 怪我や不幸との戦いと「千代の富士時代」の到来
1982年は3～7月の3場所連続優勝を達成し、初の年間最多勝を記録した。しかし横綱昇進後の最初の3年間は強い時は強いが頼りない部分も見受けられ、1982年7月場所後の『読売大相撲』では「ウルフV3はしたけれど……ひどい、低調しらけ場所」という総評が出されるなど周囲の崩れに助けられたという意見もあった。1983年は1月場所は11日目に朝潮に敗れ、前場所からの連勝が24で止まり、終盤に崩れて優勝を逃した、3月場所は初の全勝優勝を遂げたが、場所後の巡業中に左肩を亜脱臼。そのため5月場所は全休。7月場所は千秋楽に隆の里との相星対決に敗れ、9月場所は千秋楽、この場所新横綱の隆の里との全勝対決となったが、吊り出しで敗れた。11月場所は初日に大ノ国に敗れたものの、勝ち進み、千秋楽は3場所連続で隆の里との相星決戦となり、この場所は隆の里に勝って、1年ぶりの優勝を決めた。1984年は年明けから振るわず、1月場所は朝潮に連勝を20で止められ、千秋楽は4場所連続で隆の里との相星対決となったが、敗れて優勝を逃した。3月場所は右股関節捻挫で中日から途中休場。同年5月場所は2年ぶりの優勝を目指す北の湖から一方的な寄りを受けて敗れるなど11勝4敗に終わった。同年7月場所は左肩の脱臼で全休。同年9月場所は入幕2場所目の小錦の突き押しにあっけなく敗れ、同年11月場所は1年ぶりに優勝したが、翌年は30歳を迎えるという年齢的な面から「千代の富士限界説」が流れた。
しかし、千代の富士にとっての本格的な黄金時代は30代に入ってからだった。両国国技館のこけら落としとなった1985年1月場所は全勝優勝を果たして幸先良いスタートを切る。5月場所から廻しの色を青から「黒」に変え、この年には史上3人目となる年間80勝を達成、3年ぶり2度目の年間最多勝にも輝き、「限界説」を一蹴して「千代の富士無敵時代」がやってきた。1986年1月場所に天敵・隆の里が引退し、同年3月場所から7月場所までの番付は千代の富士のみの一人横綱となり（7月場所後に北尾が横綱昇進し一人横綱は3場所で解消）、1986年5月場所から1987年1月場所までは5場所連続優勝を達成した（1986年も2年連続3度目の年間最多勝となるが、これが自身最後の同受賞）。
1987年前半は1月場所は双羽黒との優勝決定戦を制し、優勝20回の大台と5連覇を達成し、3月場所は大鵬以来となる6連覇が懸かったが、8日目まで3敗を喫し、最終的には11勝4敗で優勝を逃した。続く5月場所も10勝5敗に終わるなど崩れ、千代の富士時代は終わりに近づいたとの声も出て「次の時代を担う力士は誰か」というアンケートも実施された。しかし1988年5月場所7日目から11月場所14日目まで53連勝を記録してそんな声を打ち消し、他を寄せ付けない強さで昭和末期から平成初期にかけての「千代の富士時代」を築き上げた。昭和最後の取組となった11月場所千秋楽で大乃国に敗れ連勝を止められたが、53連勝は昭和以降の記録としては2020年7月場所現在、双葉山（69連勝）、白鵬（63連勝）に次いで歴代3位の記録となった。
1989年1月場所も優勝候補筆頭だったが、8日目に寺尾に敗れて以降は優勝争いから後退、11勝4敗に終わる。4年4か月ぶりに西正横綱として登場した同年3月場所は初日から他を寄せ付けない強さで、14日目に大乃国を破って優勝を決めたが、この一番で左肩を再び脱臼したことで千秋楽が不戦敗となり、表彰式では左手首にテープを巻いて腹に固定して登場、右手のみで賜杯を手にした。
さらに、1989年6月には、2月に生まれたばかりの三女・愛がSIDS（乳幼児突然死症候群）で生後わずか4か月足らずで死去した。自身や家族が受けた精神的ショックは計り知れず、師匠・九重でさえも「もう相撲は取れないのではないか」と思われるほどだったという。しかし直後の7月場所は首に数珠を掛けて場所入りし、12勝3敗の成績ながらも千秋楽の優勝決定戦にて同部屋の弟弟子・横綱北勝海を下して優勝を果たした。この優勝決定戦では2人は仕切りでほとんど目を合わせなかった。立ち上がって北勝海が右ノド輪で攻めたが、千代の富士は左おっつけから差し手争いに持ち込み左四つがっぷりの体勢になった。千代の富士は北勝海が再三右上手を切りにくるのも構わず、出し投げ気味のタイミングのいい上手投げで、28回目の優勝を決めた。この優勝に際して千代の富士は「優勝できて、愛のためにいい供養ができた」とコメントした。同年9月場所には通算勝ち星の新記録を達成し、同年9月28日に大相撲で初となる「国民栄誉賞」授与が決定した。この日は先代九重（千代の山）の13回忌が行われた日でもあり、千代の富士は「苦労をかけた師匠に良い報告ができます」と言った。翌9月29日に首相官邸において、内閣総理大臣・海部俊樹から賞が授与された。協会は一代年寄「千代の富士」を満場一致で承認するが、本人は九重とも相談した上で辞退している。

### 1000勝到達〜現役引退
1990年1月場所に優勝回数を30の大台に乗せた。同年3月場所の7日目には花ノ国戦に勝利して前人未踏だった通算1000勝の大記録を達成した。同年5月場所と7月場所は旭富士に優勝を奪われ、旭富士の横綱昇進の引き立て役にもなった。夏巡業で左足を痛めて同年9月場所を全休、35歳という年齢から引退を囁かれたが、同年11月場所に復帰して4横綱の中で14日目に31回目の優勝を決め、同時に北の湖と並び史上1位タイとなる幕内通算804勝目を上げて貫禄を見せ付けた。
1991年1月場所初日に幕内通算805勝目を挙げ、当時の大相撲史上単独1位（2020年7月場所終了後現在では史上3位）の記録を達成したが、翌日の逆鉾戦で左腕を痛めて途中休場。翌場所も全休した。復帰場所となった1991年5月場所は初日に新鋭・貴花田（のち貴乃花）と対戦。貴花田との対戦は5月場所に出場した目的でもあったが、まわしが取れず頭をつけられて寄り切りで敗れた。この時点では引退を否定、翌日の板井戦は勝利したものの納得いく相撲とはほど遠かった。「もう1敗したら引退する」と決意して3日目の貴闘力戦に挑んだが、現役時代で唯一となったとったりを受けて完敗。その日の夜に九重部屋にて緊急記者会見し、現役引退を表明した。会見では冒頭に「体力の限界・・・、気力もなくなり、引退することになりました」と述べた。引退理由として「最後に貴花田と当たってね、若い、強い芽が出てきたな、と。そろそろ潮時だな、と」と貴花田戦の衝撃を挙げた。
日本相撲協会は理事会で功績顕著として全会一致で一代年寄を認めたが、将来的に九重部屋を継ぐことが決まっていたため、同じ九重部屋に所属していた16代・陣幕（元前頭1・嶋錦）と千代の富士自身が所有していた年寄・八角の名跡交換を行い、17代・陣幕を襲名し九重部屋の部屋付きの親方となった。
あと1回優勝すれば大鵬の優勝32回に並ぶところでの引退であり、巷では引退を惜しむ声が高かったが、九重は塩澤実信からのインタビューで「そりゃみんなそう言うし、本人もできればもう一度優勝して辞めたかったんだろうけど、しかし僕は『記録は31回も32回も一緒だ。記録にこだわっちゃいかん。辞める時が大事だ』と言ったんです。そういう意味じゃ、僕も納得したし、千代の富士本人も納得したいい辞め方だったと思います」と答えている。
千代の富士の引退相撲・断髪式は1992年1月場所後に行われた。その様子はTBSテレビで放映された。

### 引退後
1992年4月に師匠の12代・九重（元横綱・北の富士）と名跡交換し13代・九重を襲名、九重部屋を継承した。しかし、まもなく前師匠である陣幕（12代・九重）との考え方の違いなどもあり、1993年弟弟子の八角（元横綱・北勝海）が10月に九重部屋から独立し八角部屋を創設する際、陣幕を含む部屋付の年寄全員が同部屋に移籍することになった。さらに、施設も旧九重のものを継承し九重の方が部屋を出て行く形となった。このため、九重は自宅を改装して部屋を新設した。現在の九重部屋は「大横綱・千代の富士が師匠の相撲部屋」という色を前面に打ち出した部屋になっている。
引退後、2010年5月場所まで毎場所に渡って中日新聞に「一刀両断」と題した相撲解説コラムを連載していた（系列紙の東京新聞には「ウルフの目」というタイトルで掲載）。注目した取組や力士に関する独自の解説、相撲界への提言、優勝力士の予想など幅広く執筆していた。優勝力士予想については千秋楽当日でも当たらない場合があった。しかし、親方業の傍ら執筆しているために自分の部屋に所属する力士の情報なども詳細に語られ、新聞の相撲担当記者が書いた記事とは違った魅力がある。晩年には力士の稽古不足・下半身の強化不足を主張し続けた。
部屋の千代大龍の証言によると、部屋の師匠としては自身が突き押し力士に苦戦した経験から突き押しが相撲の中で一番強いと信じており、事実弟子は多数突き押し力士が関取として育っている。稽古場で厳しく、相撲を取る稽古でも立合いの当たりが悪かったりいきなり胸から当たって廻しを取るとやり直しを命じられたが、技術面は口を出されなかったと証言している。
日本相撲協会では、1994年に武蔵川と揃って役員待遇に昇格し、審判部副部長を務めていたが、評議員が少ない高砂一門に所属しており、さらに一門内でも外様出身であるため、理事に立候補することが出来ずにいた。また、1998年に弟弟子の八角が格上の監事に就任したり、また、長く審判部副部長を務めているのにもかかわらず、理事が務める審判部長には二子山・押尾川・放駒と大関止まりの理事が3代続いて九重を超えて就任していて、「副部長を務めている」と言うより「部長に昇進できずにいる」という印象が強かった。
しかし、2007年半ばより始まる朝青龍のトラブルや時津風部屋力士暴行死事件で角界が大揺れの中、一門代表の理事・高砂が朝青龍の師匠として責任を問われたことにより2008年2月からようやく理事に就任し、広報部長・指導普及部長を務めた。審判部の職から離れたことでNHKの大相撲中継の解説者として登場することが可能となり、2008年3月場所8日目には15年ぶりに正面解説席で幕内取組の解説を務めた。また、直後の5月場所から東京場所限定でファンサービスの一環として、親方衆による握手会を開催して先着100名に直筆サイン色紙をプレゼントした。その後は日替わりで玉ノ井・高田川とともに日本相撲協会のキャラクターグッズを先着100名にプレゼントをした。
その直後の理事選挙には、高砂一門から立候補して当選を果たし、新弟子検査担当・ドーピング委員長を兼任する審判部長に就任した。理事長が放駒に代わった後の体制では巡業部長を務めている。2010年9月場所7日目に正面解説席で解説を務め、この日に自身の連勝記録（53連勝）を超えた白鵬を支度部屋で祝福した。
2012年の理事改選で再選されるが最下位当選。しかし、改選直後の理事会において、貴乃花とともに北の湖の理事長就任に尽力したことから、論功行賞により2月の職掌任命において、事実上のナンバー2である事業部長に就任した。9月に雷理事が辞任したことを受けて、総合企画部長と監察委員長も兼任。
北の湖が腸閉塞のため2014年1月場所・初日から7日目までを休場する中で理事長代行を務める運びとなり協会あいさつも担当。あいさつとして「大関稀勢の里が休場致し遺憾に存じます」と述べる。
2014年の理事改選では最下位である5票しか獲得できず、11人の候補者中唯一の落選となった。現職の事業部長の落選は史上初であったが、理事・九重への悪評は「豪傑すぎる言動」として常時指摘されており、件の理事選で高砂一門が八角を第1候補に擁立していたことからも、驚きをもって迎えられることはなかった。同年4月の職務分担では委員に降格。友綱（元関脇・魁輝）のように前期に理事を務めた年寄が次の職務分担で委員に降格する例が過去にも存在するが、前期の年寄序列と現役時代の実績を考えれば左遷や冷遇と呼べるものがあった。育成面では大関に昇進した千代大海の他に千代天山、千代鳳、千代丸、千代大龍、千代の国、千代翔馬らを育てている。大鵬以降の一代年寄で現職中に弟子が大関に昇進した親方は2016年時点では九重ただ一人である（ただし前述の通り、一代年寄は辞退している）。

### 還暦土俵入り
2015年6月1日、還暦（60歳）を迎え、前日の5月31日に両国国技館にて、北の湖以来2年ぶり10人目の還暦土俵入りを行った。土俵入りの露払いを日馬富士が、太刀持ちを白鵬が務めた（いずれも当時横綱。両者ともに現役横綱が務めるのは初）。
この還暦土俵入りに際しては、太刀持ちの袱紗、また新調した赤い綱の御幣（これまでは白色）も赤色にし、記念パーティーの羽織ひもも赤にするというこだわりを見せていた。

### 現職のまま61歳で死去
2015年7月に「内臓疾患」として7月場所を全休。同年9月場所で復帰した際に、同年6月の定期検診でがんが見つかっていたこと、膵臓がんの手術を受けていたこと、約1か月入院して7月末に退院していたと9月13日（同場所初日）に自ら述べた。7月20日頃には、周囲に「ありがとね」と感謝の言葉を口にした。
2015年11月20日夜に北の湖ががんによる多臓器不全のため死去した際は、翌11月21日に出演したNHKの大相撲中継番組で、1981年1月場所に北の湖を下して幕内初優勝を達成した優勝決定戦のVTRを見て「自分が本当に勝ったのか…という状態だった」と述懐。さらに、「きのう病院に運ばれたことは聞いていたが、その何時間後にまさか…」「自分たちの世代は全員（横綱北の湖は）大きな壁で大きな目標だった。それを超えないと何にもならない。そういう意味で偉大な人だった」と目を涙で潤ませながら語り、急死した北の湖を悼んだ。
2016年に入ってからがんが再発。胃や肺などに転移しており、鹿児島県などで放射線治療などを受け続けていた。2016年3月場所のころからは急激にやせ細った。2016年7月場所では名古屋市内の九重部屋宿舎でやせた姿で弟子の指導に当たっていたが、同場所4日目の7月13日からは体調不良を訴え休場し、帰京して入院していた。7月場所3日目には監察の部屋で「きついなあ、きついよ」と言って机に突っ伏しており、同じ監察委員として九重親方の側にいた武蔵川（元横綱・武蔵丸）は「そんなこと言う人じゃなかったから、びっくりした」と語っている。
2016年7月31日17時11分、膵臓がんのため、東京大学医学部附属病院で死去。61歳没。次女の秋元梢が同日夜に、「最期は苦しむ事なく、家族全員に看取られて、息を引き取りました」と報告した。
8月1日には12代九重の北の富士が弔問し、「穏やかな表情だった。やっぱり、千代の富士らしい顔でね。ご苦労さんしかないでしょう」「千代の富士とは縁もあって、横綱になってくれて先代に面目が立った」と語った。
同月6日には通夜、7日には葬儀・告別式が九重部屋で営まれた。弟弟子である八角理事長や読売ジャイアンツ前監督（当時）の原辰徳、歌手の細川たかしら約1000人が参列した。また、交友のあった阪神タイガース二軍監督（当時）の掛布雅之や1989年に国民栄誉賞授与を決めた当時の内閣総理大臣である海部俊樹らから弔電が寄せられた。
戒名は「千久院殿金剛貢力優梢禪大居士」（せんきゅういんでんこんごうこうりきゆうしょうぜんだいこじ）。
10月1日には「第58代横綱千代の富士 お別れ会」が国技館で行われ、故人と親交のあった関係者約1500人が参列、一般ファンによる献花には約3500人が長蛇の列をつくり故人を偲んだ。弔辞を読んだ友人の松山千春は、故人の半生を描いたドラマ『千代の富士物語』（1991年・1992年にフジテレビにて製作・放送）の主題歌で自身の楽曲「燃える涙」を熱唱、最後に「千代の富士〜!」と絶叫して追悼した。
日本政府は生前、力士および年寄として相撲界の発展に尽くしたことや、昭和を代表するスポーツ界のヒーローとして一般大衆への認知度が高いことなどを踏まえ、死没日となる7月31日付をもって、秋元貢を従四位に叙し、旭日中綬章を追贈することを、同年8月24日の閣議において決定した。
2020年8月26日、自身の優勝額が9月8日からJR両国駅西口の改札内に設置されることをJR東日本が発表した。同駅に飾られている優勝額では14年3月以来の設置で三重ノ海、2代目若乃花、武蔵丸、白鵬の4横綱に続いて5枚目になる。設置を記念して、9月場所初日の9月13日から駅構内で記念展が開催されることも決まった。設置日までに除幕式が行われる予定だったが、新型コロナウイルス感染拡大の影響により関係者のみで行われた。
2022年4月19日、Twitterのあるユーザーが千代の富士の写真を2枚添えて「カッコイイと思って思わず保存したけど、なんて言う名前の力士なんですかね? 無知ですみません」と投稿すると、秋元梢が「うちの父です　ありがとうございます」と反応し、これをきっかけに話題が広がり、「千代の富士」がこの日のトレンドワードとなった。

## 力士として

### 取り口など
歴代3位・通算31回の幕内最高優勝を果たしたほか、歴代3位の通算勝利数（1045勝）と同3位の幕内勝利数（807勝）、1988年5月場所7日目から同年11月場所14日目までの53連勝（取り直し制度導入後歴代3位）など、数々の栄光を手にした史上有数・昭和最後の大横綱である。小兵ながら速攻と上手投げを得意にして一時代を築いた。しかも、一直線にのぼりつめたエリートではなく、二度も平幕と十両を往復した苦労人である。
体格で上回る力士との差を埋めるために土俵上では凄まじい集中力を見せ、本場所で負けた相手に対しては相手の部屋に出向いて稽古、攻略法を身につける努力家。廻しを緩まぬようにきっちり巻くことにより、四つに組み相手の指が廻しにかかっても腰の一振りで払いのける、など体格差を感じさせない取り口で、全盛期に見せた相手の頭を押さえるような独特の上手投げは、「ウルフスペシャル」としてつとに知られた。このウルフスペシャルは「横綱になったら勝った相撲は新聞に載せてもらえない。それなら勝っても取り上げてもらえるような相撲を取ろう」という思いから編み出されたという。鍛え抜かれた腕力を生かした廻しの引きつけには驚異的なものがあり、重い相手も腰を浮かせた。また、体の芯が異常に強く、常に軸がぶれずに堂々とした相撲を取った。自身が得意とした前ミツ相撲は輪湖時代の四つ身時代へのアンチテーゼとも言われた。
十両以上では41種類の決まり手で937勝を挙げ、勝った決まり手は寄り切りが最多で391勝、2位が上手投げで169勝。逆に負けは29種類の決まり手で373敗。最多は寄り切りで131敗、次点が吊り出しの76敗。決まり手から腕っ節の強さと軽量の弱さが窺える。
元々力任せな投げを武器としていただけあって腕力に長けており、1981年2月の測定では左の握力が92kg、右が89kgを記録した。同じ測定で千代の富士の記録を破ったのは北天佑ただ1人であり、全盛期は100kg近くの握力を誇った出羽の花も3位に甘んじていた。左前褌を取る稽古を積み重ね、本場所の取組でも左前褌を取ることを徹底したことから、左手小指の爪は常に切る必要がないほど擦り切れていた。
横綱土俵入りは四股も美しく、全体として気合の入った土俵入りでかなり上手い。重い横綱を付けた状態で上げた足が頭より高い位置に達するのは、千代の富士のほかにはあまり例がない。また取組前の入場時には両手で下がりを持ち、制限時間いっぱいになった時には、頭を下げて廻しを右手で叩いてピンク色のタオルを受け取り、必ず左右の腋の下の後に顔面の汗を拭くなど、几帳面に見えるほど礼儀作法を重んじている。
立合いの踏み込みの鋭さは歴代屈指のもので、短距離走のスタートにも例えられた。この鋭い立合いがすぐに得意の左廻しを奪うこと、重みに優る相手にも当たり負けしない強さを可能にしていた。休場明けの場所に強いことも特徴で、実に6度も休場明けの場所で優勝している。特に30代に入ってからが顕著で、休場の度に限界がささやかれながらも翌場所に優勝して不死鳥とも言われた。
対戦相手の1人であった小錦は後に「今の時代（令和期）相撲を取ったら多分60回ぐらい優勝してるんじゃないかな」と評価している。

### 筋肉質な体型
その強さもさることながら、均整のとれた筋肉質の体格（183cm・126kg、体脂肪率10.3%）、たくましさ漂う風貌でも人気を集めた。幕内から大関、横綱へ一気に昇進してからは絶大な人気を誇った。相撲協会診療所の林盈六医師は「筋肉質というのは、生まれつきの体質なんですね。骨が太いから、筋肉が余計についている。毎年2月に全関取を測定していますから分かるんですが、レントゲン写真でも千代の富士は明らかに骨が太い。それに引き換え、アンコ型の力士というのは骨が細いんです。胸部撮影で鎖骨の写真なんか見ると、それがよく分かります」「そして素晴らしい点は皮下脂肪がついていない。十両以上の力士で千代の富士は一番少ない。あの痩せている大旺よりも、なお皮下脂肪が少ないんですからね。測定した数字で言えば上腕が9mm、背中が10mm、腹が9mmなんです。これを幕内力士の平均数値、各15mm、20mm、20mmと比べて見れば分かって頂けるでしょう」と1981年2月の検査について分析して絶賛していた。
現役時代のある時、巡業で自分より40㎏も重い力士に稽古土俵で胸を出したら、胸に当たった力士の頭が割れた、というエピソードがある。琴風も千代の富士の胸に頭から当たると稽古後にリンパ腺が腫れて痛くなり、千代の富士が出稽古に訪れていた時期（1980年代当時一門外への出稽古は珍しかった）は毎日湿布していたと回顧している。
ボディビルダーの遠藤光男は「「千代の富士さんはボディビルの世界大会でも優勝できたのではないですかね。肩の三角筋の厚みと上腕二頭筋が素晴らしい」と千代の富士の筋肉を評価している。そんな遠藤は現役時代の千代の富士に「コの字型で、ドアの取っ手の大きいようなもの」という現在のプッシュアップバーの原型となる自らが考案した木製器具を勧めたことがある。遠藤によると千代の富士の体質は元々「生まれつき筋肉質で脂肪が少ない。体重増加のためには筋肉量を増やすしかなかった。他の力士のように“食っちゃ寝”しても体重は増えず、むしろ筋肉が衰えて体が小さくなってしまう」とのことで、ウエイトトレーニングを重ねることで後に大成に繋がった。

## エピソード

### 性格
同世代の大関であった朝潮は「とにかく気が強くて感情の起伏が激しく、よく泣く。後年、師匠の北の富士さんが、『朝青龍にそっくりだよ』と言っていたものです。千代の富士は、口にする言葉は荒っぽかったかもしれないけれど、けして中身はそうじゃなかった。よくも悪くも、この世界でしか生きられない――相撲界だからこそ、その存在がいきた人だった」と千代の富士を評している。

### 家族・関係者
- 岳父は玄洋社記念館館長、玄洋ビル社長を務めた進藤龍生。妻は進藤喜平太（第2代・第5代玄洋社社長）の曾孫で、進藤一馬（第十代玄洋社社長、元福岡市長）の姪孫。次女はファッションモデルの秋元梢で、その夫は俳優の松田翔太。他に長男の秋元剛と長女の秋元優（梢の兄と姉）も同じくファッションモデルとして活動している。上述の通り、梢の妹に当たる末娘もいたが、生後4か月で死去した。梢が結婚したのは、千代の富士の没後ではあるが、梢の夫の松田翔太の父親は俳優の松田優作、母親は松田美由紀、美由紀の姉（翔太の伯母）は熊谷真実であり、千代の富士とは親戚関係となる。
- 出身地や卒業した小学校とも千代の山と同じで、これは非常に珍しいケースで他に例がない。故郷の福島町には横綱千代の山・千代の富士記念館があり、千代の山と千代の富士の土俵入りの様子をモデルにした銅像がある。

### 横綱昇進前
- 晩成型で最年少記録の類とは無縁であるが、19歳で新十両、20歳で新入幕と出世は早く、新入幕からしばらくは「幕内経験をもつ最若年者」の地位を保っていた。
- 1978年ごろ、元恋人が借金を抱えていたこと、梶原一騎らの誘いを受けていたことからプロレス転向を考えていたが、最終的に当時の師匠であった元北の富士の九重親方が部屋の稼ぎ頭を失うことを恐れたこと、ユセフ・トルコの「大日本プロレス」構想のネームバリューが低すぎる上にトルコ自体を全く信用していなかったことから、お流れになった[81]。
- 「入幕後、幕下まで陥落」「三役昇進後、十両まで陥落」という経験を併せて持つことは、後の大横綱としては極めて異例。
- 尊敬する力士として貴ノ花を名を挙げている。新入幕後に十両から幕下で低迷してしまいやけになって煙草の本数が増え、一時は1日3箱も吸うヘビースモーカーとなったが[82]、貴ノ花から禁煙を勧められたことに「尊敬していた大関がそんなに自分の事を心配してくれているのか」と感激し、50万円のダンヒルの金のライターを隅田川に投げ捨て、さらにあめ玉を使って禁煙を果たした。これがきっかけで体重が増え、後の横綱昇進につながった[補足 26]。後に喫煙に関しては「喫煙大関はみんな禁煙すれば横綱になれた」と自身の経験を元に冗談交じりに語っていたとも伝わる。

- 脱臼癖に苦しめられてきた千代の富士であったが、一方では脱臼が大成の一助になったという見方もある。玉ノ海は「若い頃は軽量のくせに相手を引っ張り込んで、天井を向いて上手投げにいく『身の程知らずの相撲取り』だった」と語っている。そのような大きな相撲から前廻しを引き、頭をつける体格にマッチした取り口に変わっていったきっかけは、少しでも脱臼のリスクを軽減するためだった。この相撲が完全に身につき、大関・横綱に進むことができたことから、九重は「脱臼が千代の富士という大横綱を作った。前のままの相撲なら陸奥嵐のような存在で終わったかも知れない」と語っている。千代の富士自身も「もう少し早く、この相撲の取り方に気付いていたら、もっと早く横綱になれていた」と語っている。
- 横綱に上がるころ、稽古場で肩を脱臼したにもかかわらず直後にその場で高速で300回の腕立て伏せを行い、そこから10番程度稽古した。琴風は参与時代に「脱臼したら普通は安静にするものだと思ってたけど、どこか常識を突き抜けているというか……。それだけ勝負への、白星への貪欲さがあった。そうじゃないと横綱にはなれなかったのでは?と思うんだよね」と語っている[77]。

### 対戦相手への対策
- 平幕時代苦手にしていた力士が琴風で、鋭い当たりと一気の出足に苦しんで初顔合わせから5連敗したが、出稽古で克服して6度目の対戦では初勝利を挙げ、その後は逆にカモにする（通算で千代の富士の22勝6敗）。ある日、佐渡ヶ嶽部屋での三番稽古の際に琴風の右指が大きく裂けるケガをしているが、琴風本人は裂けた瞬間全く気がつかなかったという。「打倒琴風」を胸に琴風との出稽古を開始した千代の富士は「がっぷりになる前に十二分の力を出せるように」と速攻相撲の体得に取り組み、見事果たした[83]。横綱昇進して3年ほど経つまでは琴風との三番稽古を度々行い、これが双方の地力強化につながった。琴風自身も、「千代の富士関には勝てなくなったけど、（千代の富士関と）三番稽古をしたおかげで私も大関になれました」とコメントしている。
- 隆の里については千代の富士曰く「裏の裏をかかれる」。大関から横綱にかけて8連敗するほど苦手にしていた。通算でも13勝18敗（十両1勝2敗、幕内12勝16敗）と負け越しており、隆の里に負けたことで優勝や全勝を逃した場所が多かった。特に1983年7月場所から1984年1月場所にかけて4場所連続で勝った方が優勝という千秋楽相星決戦を行い1勝3敗を記録、この間に隆の里は横綱に昇進し、新横綱だった9月場所では全勝決戦を制して15日制で唯一の新横綱全勝優勝という偉業を成し遂げている。

向坂松彦との共著『私はかく闘った 横綱千代の富士』
| 「 | 隆の里の証言 「私は、五六年初場所の同点優勝で、千代の富士関が北の湖さんを破ったときから、次の天下を取るのは千代の富士とにらんだんです。その日から、千代の富士の相撲のデータを集めました。自分が上位に上がるためには、王者になる千代の富士を破らなければいけないと考えたんです。」 「データは、本場所のビデオはもちろんのこと巡業中の千代の富士の稽古、それに千代の富士の物の考え方が知りたくなりまして、趣味嗜好や横綱の読む本まで調べたものです。巡業中は、なるべく千代の富士関のそばに明け荷を置いて、暇なときに何をするか観察したものです。そうして集めたデータから、今場所の千代の富士は、どう攻めてくるか作戦を練ったものです。」 「大事な一番で顔を合わせるときには、二、三日前から、二四時間、一緒に生活している気持になって相手の出方を考えたものです。」 「私にとっては、千代の富士関は、最大のライバルでした」 （110ページ） | 」 |

同書で、向坂から隆の里の自身への対策の数々について知らされた千代の富士は「うーん、これでは当然研究負けだね。こっちはそこまでは考えてなかったもの......」と唸っている。
- 小錦についても上述の1984年9月場所の初対戦では完敗している。当時不振が続いていた千代の富士は目が覚めたかのように、場所後に「小錦対策」として高砂部屋に出稽古を開始し、翌場所から対小錦戦で8連勝を記録（通算でも20勝9敗）。
- 北尾（のち双羽黒）についてもやや苦手にしており、幕内取組成績は千代の富士の8勝6敗（ほか優勝決定戦で2勝）。ただし、優勝が懸かった一番は全て千代の富士が制している（千秋楽相星決戦2回、優勝決定戦2回）。1987年11月場所後、双羽黒は師匠・立浪親方（元関脇・安念山）らとの衝突の末24歳の若さで廃業したが、千代の富士は現役引退後の著書で「もし双羽黒が廃業せずに現役を続け、さらに力を付けて来ていたら、その後の私の相撲人生は全く違っていたかも」と記していた。
- このように、本場所で負けた相手に対して出稽古や巡業で相手の攻略法を見つけるほか、横綱になってからは若い力士に率先して稽古をつけていた。特に前場所負けた相手に対して巡業では積極的に稽古に狩り出した（安芸乃島、琴錦、両国など）。
- しかし、横綱昇進後には同じ力士に対して滅多に連敗しないと言われたが、隆の里以外には小錦に1987年1月場所 - 5月場所まで3連敗、小錦が初優勝した1989年11月場所 - 1990年5月場所まで4連敗している。
- 1年通して不振だった1984年には朝潮には1月場所から4連敗。北天佑には1月場所から5連敗（不戦敗を含む）している。全盛期でもカモにしていた大乃国や若嶋津・益荒雄に2連敗したことがある。さらに平幕だった安芸ノ島（当時）には1990年3月と5月に連敗し2場所連続で同力士に金星を配給（結局対安芸ノ島戦は千代の富士の7勝4敗で、4敗は全て金星）をしているなど、歯車が狂った時は意外な脆さを見せる所もあった。

### 弟弟子・北勝海
- 8歳年下である弟弟子・北勝海信芳との稽古は毎回壮絶だったという。その甲斐もあって北勝海は1986年9月場所に新大関、その後1987年7月場所には第61代横綱へ昇進を果たし、幕内優勝を合計8回も達成した。さらに1989年7月場所では、千代の富士と北勝海で史上初の同部屋横綱優勝決定戦で対戦、千代の富士が優勝（しかし優勝決定戦後は二人共「今後は二度とやりたくない」と述べている）。北勝海本人は現役引退後「大将（千代の富士）がいたおかげで自分も横綱になれたと思う」と語っており、千代の富士の指導力・影響が如何に大きかったかを物語っている。事実、千代の富士が横綱昇進を決めた時は部屋の関取が千代の富士だけだったが、その後も北勝海を筆頭に、孝乃富士・巴富士が関取（共に最高位は小結）に昇進している。当の千代の富士本人も「北勝海は同部屋ながらも自身にとって非常に良いライバルだった。もしも稽古熱心な北勝海がいなかったら、自分の力士寿命はもっと短かったかもしれない」と語っている。
- 北勝海が横綱に昇進して同部屋に横綱が2人になったことで力士が2人を区別してどう呼ぼうかと思った際に、北勝海の提案で千代の富士を「大将」と呼ぶようにした話も残っているが、横綱となった身の者が先輩横綱という意味のみならず「ワンランク上の横綱」と見ていた存在感の大きさを現す逸話である。
- 2002年2月に行われた、元師匠の第52代横綱・北の富士勝昭の還暦土俵入りでは、太刀持ちを千代の富士、露払いを北勝海が務めた（ただし日本相撲協会を退職している北の富士は両国国技館が使えないので代わりにホテルイースト21東京を借りて披露した）。
- 2016年7月31日、千代の富士こと九重親方が61歳で病死した際、北勝海は、訃報の直後は衝撃が大き過ぎてコメント出来なかった。翌8月1日に北勝海は記者陣に対し「兄弟子でしたが、もう一人の親方という感じだった」と現役時代を振り返った後、「現役の頃から絶対に負けないという目で見ていたので治ると思っていた。（亡くなったのは）本当なのかという感じ」と驚きを隠せなかった。千代の富士に面会した最後は同年1月、高砂一門の会合が開催した焼き肉店で「何年か経って、二人で酒を飲みながら思い出を語りたかったのに…」と無念さをにじませている[85]。

### 記録
- 大乃国に敗れた「53連勝でストップ」の一番は連勝記録の方へ話題が行きがちのためあまり語られないが、実は「年間3回の全勝優勝」「3場所連続15戦全勝優勝」という史上初の快挙を逸する一番でもあった（2010年3月場所から7月場所にかけて、白鵬が達成した）。また、50連勝以上達成した力士のうちで横綱に敗れて連勝記録が止まったケースは千代の富士が唯一（双葉山、白鵬は平幕力士〈いずれも後に横綱〉に敗れている）。
- 引退時の通算勝利数1045勝と幕内勝利数807勝は、共に当時史上1位の記録だった。それから19年近く経過の後、魁皇が2010年1月場所3日目に幕内勝ち星を808勝、2011年7月場所5日目には通算勝利数を1046勝とそれぞれ更新されたが、その都度九重は直接「おめでとう」と祝福の言葉を掛けて握手を交わし、「（記録を）抜かれた寂しさは全然ない。これからの力士に励みになるようにどんどん記録を作って欲しい」とコメントしていた。なお魁皇は1047勝、幕内879勝まで延ばしたが、2011年7月場所10日目限りで現役引退。九重は魁皇の引退に「日々こつこつと踏ん張った成果が（通算）1047もの白星につながった。本人は完全燃焼以上だろう。（通算最多勝の）記録を抜いたと同時に心の芯や張りがなくなったのかも。長い間本当にご苦労様だった」とねぎらっていた。
- 初日から8連勝の中日勝ち越し回数は、通算25回。平成25年3月場所で白鵬に抜かれるまで最多。
- 年間最多勝の受賞は3回と、優勝20回以上の大横綱の中ではかなり少ない。これは千代の富士の横綱昇進後の休場がほぼ年に1場所程度のペースで均等に散らばっている（横綱在位中は連続休場は一度もない）ためであり、現に休場を除いた勝率ではその年1位という年度が多く存在する。同様の理由で連続勝ち越し場所数、連続二桁勝利場所数、任意の連続場所（10場所、12場所など）での勝ち星記録などでも実力に比例する記録は残していない。

### 現役引退
- 横綱昇進が決まった日の夜、九重は千代の富士を自分の部屋に呼び、いきなり「ウルフ、辞めるときはスパッと潔く辞めような。ちんたらちんたらと横綱を務めるんじゃねえぞ」と言った[83]。祝儀がもらえるのかと思っていた千代の富士はこの言葉に面食らったという。しかし、千代の富士の引退は正にこの言葉に従った潔いものとなった。これは、栃木山から言われた言葉を栃錦が千代の山に語り、千代の山から北の富士を経て、千代の富士へ受け継がれたものと言われている。
- 1991年5月場所が始まる前の最大の注目は、3月場所に幕内下位ながら終盤まで優勝争いに加わった貴花田（二代目貴乃花）と千代の富士の初対戦であった。何日目に対戦するかが話題となる中で、誰も予想しなかった初日に取組が組まれた。これは当時審判部長だった九重が「勝ち負けが全くついていない、まっさらな状態で対戦させたい」との思いからであったが、千代の富士はこの取組に敗れ、その2日後に引退を表明。ある意味、自らの師匠が招いた引退とも言える。貴花田に敗れた時点で実は千代の富士は引退も頭をちらつかせるほどだったが、そのことを伝えに九重のもとに行ったところ、九重は千代の富士を見るなり「先に廻しを取られたからなあ。まあ明日がんばれよ」と言った。このために気勢を削がれた千代の富士は引退の意思を伝えそびれてしまい、引退表明が3日目の貴闘力戦に敗れた後になったという。その千代の富士からついに引退の決意を伝えられた時、千代の富士と共に九重も思わず2人で男泣きしたという。
- 千代の富士が引退した1991年5月14日は午前中に信楽高原鐵道列車衝突事故が発生し、NHKでは断続的に事故に関するニュースを放送していた。しかし夜になって、千代の富士自ら九重部屋にて突如引退会見を行うことになったため急遽ニュースを中断、駆け付けた大勢のマスコミ陣の前で会見の生中継を行い千代の富士は「長い間、本当に皆様には大変お世話になりました。まああの（「月並な言い方ですが」と言うべきところを）月並な引退ですが…」と言った後、言葉を詰まらせながら目を赤くして、「体力の限界!…気力も無くなり、引退することになりました…以上です…」と振り絞るように発言し記者陣の目の前でハンカチで涙をぬぐった。後年千代の富士が自ら語ったところによると、1991年5月場所3日目の夜に九重から「明日、発表しよう」と言われたがその日の夜に『サザエさん』を見ていた際に額の上に自身の引退を報じる速報が確認され、そうして慌てて会見に臨んだという[83]。ただ、ちょうど20年前の1971年5月14日には、大鵬も当時新鋭だった貴ノ花に敗れて引退を表明しており、大横綱と二子山部屋、藤島部屋が絡んでいる花田家には因縁がある。ちなみに、千代の富士が幕内初優勝を果たした1981年1月場所は、奇しくも貴ノ花（初代）が現役引退を表明した場所でもあった。
- 同年7月場所前、千代の富士改め陣幕は自ら土俵に立って若い力士に稽古をつけたが、あまりの充実ぶりに九重から「現役以上じゃないか。引退させるのは早かったな」と言われたほか、周囲からは「史上最強の新米親方」と評した人もいた。それから21世紀に入り、当時千代の富士の持つ通算勝星及び幕内勝星を塗り替えた魁皇も「余力を残して辞められた九重親方（千代の富士）と違って、こっちは必死こいてたどり着いた記録なので。とても比較にはならないし、申し訳ない」と謙遜するコメントを述べている。
- 引退相撲が行われた1992年2月1日はTBSで放送され、最後の横綱土俵入りでは露払いに引退直後の旭富士・太刀持ちには弟弟子の横綱・北勝海の両横綱を随行。大銀杏を切り落とす瞬間には大粒の涙を流していた。
- ロンドンにある蝋人形館であるマダム・タッソーでは最近まで千代の富士の蝋人形が置かれていた。ウルフと呼ばれていたことなどが記されていた。現在はデックス東京ビーチ内にあるマダム・タッソー東京で展示されている。

### 引退後
- 部屋持ち時代は北海道福島町の夏合宿時の恒例行事として素潜りを開催し、自らは誰よりも早く海に行って、いの一番に海の幸を見つけていた。このことは2017年に日刊スポーツの絵日記企画に参加した弟子の千代丸が明かしており、千代丸もまた、5mから6mの素潜りはお手の物であるという[86]。
- 弟子の千代大龍が網谷勇志との対談で証言したところによると、自分が禁煙して大成した経験から部屋の師匠としては部屋の現役力士の喫煙を認めず、見つけたらぶつかり稽古で引きずり回したという。ある時朝稽古の際に自身が稽古場に降りるなり他の弟子を土俵から退かし、前日の夜に喫煙がバレた弟子を朝稽古を土俵に立たせ、千代大龍に胸を出させる形でぶつかり稽古でしごいた。喫煙がバレた弟子はテーピングされた竹箒で引っ叩かれた（千代大龍の現役当時、角界は表向き角界から体罰を無くそうと宣言していたが、実際には体罰が無くなっていなかった）。一方で他のことは自由だったようで、例えば酒は弟子が泥酔状態で朝帰りしても、稽古さえきちんとすれば何も言わなかった[36]。
- 現役を引退した以降も現役時代ほどではないにしろトレーニングは継続しており、還暦土俵入りでは60歳とは思えない肉体美を披露し、周囲を驚かせた。
- シンガーソングライターの松山千春とは同じ北海道（足寄郡足寄町）出身で、また1955年生まれの同級生で親友だった。千代の富士が現役引退後の1991年、フジテレビ系ドラマ（花王ファミリースペシャル）『千代の富士物語』では松山自らエンディング・テーマ曲として「燃える涙」を製作。ほか1992年の引退相撲・断髪式や、満60歳を祝う還暦土俵入りのパーティー等にも出席していた。だが千代の富士は2016年7月31日に61歳で病死。通夜に参列した松山は記者陣に対して、「あれだけ屈強な男が、こんなに早く逝くとは…冥福なんか祈らない。棺の中から早く起き上がれ、と言いたい」と悔しがっていた[87]。

### 家族
- 父親は戦時中に広島市宇品（現南区）にあった旧陸軍船舶司令部（暁部隊）に所属しており、1945年8月6日敬礼の訓練中被爆し、救援活動で広島市内を奔走した[88][89]。1991年に広島平和文化センターが制作した証言ビデオに被爆体験を寄せた[89]。このため千代の富士は被爆2世である。
- 次女でモデル・タレントの秋元梢はモデルとして成功するまで父が千代の富士であることを正式には公表していなかったが、専属モデルや広告モデルに起用されるようになってからバラエティーで公表し、「二世タレント」としてバラエティーなどに出演しているが、相撲を知らず、さらに千代の富士の現役時代を知らない世代が中心の環境であり、千代の富士自身も現役時代から引退後を通じてバラエティ番組に出演した経験があまりないため、ほとんど本人の実力で芸能活動をしているといえる。なお、1988年5月場所に千代の富士が23回目の幕内優勝を果たし、千代の富士が天皇賜杯を抱いての記念撮影を行う際には賜杯と共に当時生後10か月の秋元を抱いて記念撮影を行い、実名を記載した報道機関もあったため（近年よく記念撮影で力士が子供と賜杯を抱いて記念写真に納まるというケースは、千代の富士が最初に行ったといわれている）[補足 27]、本人が正式に公表する以前も名前で推測される可能性はあった。

### 趣味
- 角界屈指のゴルフ好きで知られたが、元々は趣味としていなかった。休みの日は麻雀やファミコンに夢中の千代の富士に対して、九重（北の富士）が「健康的な休みを取らないとダメだ」と無理やりゴルフに連れて行ったことがきっかけだった。しかし初めてのゴルフのハーフで40台を出し、ワンラウンドを86で回って、九重のスコアより良かったことに「いやぁ、ゴルフっていいですねぇ！」とすっかり上機嫌になって九重のメンツは丸つぶれ、以後ゴルフにのめり込んだ。
- ゴルフの他にもジグソーパズルを趣味としていた時期もあった。1986年4月から8カ月をかけて5146ピースもある古い世界地図が描かれたパズルを完成させたという。これが良い気分転換となってか千代の富士の土俵人生は絶頂期に突入し、特に1987年1月場所の辺りで最後の1ピースをはめて完成させた頃の相撲を見た当時の春日野理事長は「この相撲なら2、3年は大丈夫だな」と語ったそうだったが、その予測通りに2、3年間は全盛期に近い相撲を取り、4年後の1991年5月場所中に引退した[90]。

### その他
- 1989年11月場所5日目の寺尾戦では、寺尾を後ろから高々と抱え上げて土俵上に叩きつけるような吊り落としを放って白星を収めたが、その激しい相撲ぶりからファンの間で論争が巻き起こり、当時一部では横綱としての品格を問う声まであった。だが2019年に寺尾はインタビューで「駄目押しと違って土俵の中で落とされるだけなので誰も怪我はしない」と受け入れる発言していた[91]。
- 現役時代、八百長相撲疑惑が持たれた力士の一人ではあるが、板井圭介・高鐵山孝之進といった八百長の告発者たちは、「実力があってガチンコで戦っても勝ち目が無いと相手に思わせられたからこそ、相手の力士も礼金が貰える八百長に応じたということ」だと言っていた。板井圭介はさらに「ガチンコで唯一かなわないと思ったのは大将（千代の富士）だけ」「八百長が無くてもガチンコでは大将が一番強かった」と強さを認めている。彼ら八百長告発者によれば、そもそも大相撲の八百長はガチンコで勝てる実力がなければ参加は出来ないというのが暗黙の了解となっているという（詳細は当該項目を参照）。なお、板井は大乃国には手をガチガチにテーピングで固めて顔を張っているが、千代の富士相手には顔を張ってはいない（元大鳴戸親方によると、千代の富士は大乃国に対する顔面の張り手に懸賞金を出していたと言われる）。また、千代の富士が現役最後の白星を挙げた相手でもある。前述の寺尾戦での吊り落としは、千代の富士からの八百長の打診を断った為の制裁とも噂されており、この一番を見た幕内力士の間では、「やはり大将はガチンコでも強い」と評判になったという。前述のように小錦には初顔合わせで完敗した後8連勝をしているが、高鐵山の著書『八百長』によれば、小錦の強さに脅威を感じた千代の富士は小錦を八百長の仲間に引き入れようとしたが、そのために取った方法が、「ガチンコで徹底的に勝ちまくって力の差を見せつけ、逆らわない方が得だと思わせる」で、それがあの8連勝であり、その連勝中は千代の富士の方からは意地でも八百長の打診はしなかったと述べている。現役最後の取り組みの際には、横綱在位を「59年」と間違ってアナウンスされた（実際には59場所）。
- 現役時代、九州巡業の船中で同室となった朝潮（7代高砂）に「オレは第2の千代の富士を作りたいんだ。それがオレの夢。千代の富士というしこ名を弟子に継がせたいんだ」と語ったという。最後に会ったのは2016年5月場所の初日で、監察室で「痩せたねえ」と声をかけたら、「健康管理のためにダイエットしてるんだよ」と強がって返してきたという。高砂は「治療してることも口に出さず、弱みを見せたくなかったのだろう。そうやって我を張って生きて、それが引退後はマイナスになった部分もあるかもしれないけど、我を張らなかったらアイツじゃない。千代の富士らしい生きざまを、最後まで貫いて、見せてくれたと思う」と記者に語っている[92]。
- 横綱として全盛期を極めていた当時、テレビ番組、特に生放送の番組に出演することはまれであったが『夜のヒットスタジオDELUXE』（フジテレビ）には1985年 - 1987年まで3回、特別ゲストとして番組オープニングからエンディングまで出演している。これは当時の同番組司会者であり、千代の富士・九重との親交がある芳村真理の誘いを受けての出演だったと言われている。そのため、芳村が司会を降板した1988年以降は1回も顔を出していない[補足 28][補足 29]。
- 数少ない5文字の四股名を名乗った力士であり、歴代横綱の四股名では千代の富士は唯一の5文字であり、文字数が最も多い。
- 千代の富士の銅像が横綱千代の山・千代の富士記念館（北海道福島町）、ちゃんこ千代の富士[補足 30]玄関前（東京都墨田区）、玉林寺[補足 31]（東京都台東区）[94]の3箇所に建立されている。
- 引退後のある時、『日刊スポーツ』の記者との会食で「俺は日刊が嫌いなんだ!」と言っていたが、マッコリをたくさん飲むと記者に対して笑顔を見せた。死去する前まで「三役が大関を、大関が横綱を目指すなら、もっともっと稽古をやらないと。『もっと』じゃないよ。もっともっと、だ」と語っていた[95]。
- 永い大相撲史上、初めて前人未到の通算1000勝を達成した際、インタビューで記者から「次の目標は?」と訊かれ、笑顔で「1001勝です」と冗談を言うなど、剽軽な一面があった。
- キン肉マンに登場するウルフマンは、千代の富士がモデルである。アニメでの名前がリキシマンなのは千代の富士に配慮した結果なのだが、千代の富士自身は「なぜ名前を変えてしまったのか。ウルフマンのままでよかったのに」と話しており、作者のゆでたまご氏は非常に感動したという。なおゆでたまご氏と千代の富士は千代大龍関に贈られた描きおろしの化粧まわし贈呈式で対面したが、これが2人の最後の対面となった。

## 主な成績

### 通算成績
- 通算成績：1,045勝437敗159休（通算勝ち星は歴代3位）勝率.705
- 幕内成績：807勝253敗144休（幕内勝ち星は歴代3位）勝率.761
- 横綱成績：625勝112敗137休（横綱勝ち星は歴代3位）勝率.848
- 大関成績：38勝7敗 勝率.844
- 現役在位：125場所
- 幕内在位：81場所（歴代10位）
- 横綱在位：59場所（歴代3位）
- 大関在位：3場所
- 三役在位：5場所（関脇2場所、小結3場所）
- 年間最多勝：3回
  - 1982年（74勝16敗）、1985年（80勝10敗）、1986年（68勝10敗12休）
- 連続6場所勝利：83勝（1988年5月場所 - 1989年3月場所）
- 通算（幕内）連続勝ち越し：11場所（1986年5月場所 - 1988年1月場所）
- 幕内連続2桁勝利：9場所（1981年11月場所 - 1983年3月場所、1984年9月場所 - 1986年1月場所）
- 幕内連続12勝以上勝利：5場所（1981年11月場所 - 1982年7月場所、1986年5月場所 - 1987年1月場所）
  - 通算連続勝ち越し・幕内連続2桁勝利・連続12勝以上勝利の記録については、大関及び横綱昇進を果たした1981年以降、年間全て皆勤した年が1982年と1985年の2年間に留まったため、歴代ベスト10には入っていない。しかし、初優勝を果たした1981年1月場所以降、大関・横綱時代に皆勤した場所で1桁勝利に終わった場所は皆無である。

### 相星決戦
相星決戦出場経験が通算9回あり、この回数は史上1位である。対戦内訳は北の湖：3回、隆の里：4回、北尾（後の双羽黒）：2回である。特に隆の里とは1983年7月 - 1984年1月まで4場所連続相星決戦による千秋楽結びの対戦となった。同じ対戦カードによる相星決戦が連続することは、他には輪島 - 北の湖（1976年11月 - 1977年1月）、北の湖 - 千代の富士（1981年5月 - 7月）、曙 - 貴乃花（1995年3月 - 5月）、朝青龍 - 白鵬（2008年1月 - 3月）があるが、いずれも2場所連続にとどまっており、4場所連続で相星決戦が実現したケースは、千代の富士 - 隆の里以外過去に例がない。
千代の富士の相星決戦出場一覧
| 場所           | 対戦相手（地位） | 勝敗 | 備考                                                     |
| -------------- | ---------------- | ---- | -------------------------------------------------------- |
| 1981年5月場所  | 北の湖（横綱）   | ●    | 千秋楽1敗同士相星決戦                                    |
| 1981年7月場所  | 北の湖（横綱）   | ○    | 千秋楽1敗同士相星決戦                                    |
| 1982年1月場所  | 北の湖（横綱）   | ●    | 千秋楽2敗同士相星決戦                                    |
| 1983年7月場所  | 隆の里（大関）   | ●    | 千秋楽1敗同士相星決戦                                    |
| 1983年9月場所  | 隆の里（横綱）   | ●    | 千秋楽全勝同士相星決戦                                   |
| 1983年11月場所 | 隆の里（横綱）   | ○    | 千秋楽1敗同士相星決戦                                    |
| 1984年1月場所  | 隆の里（横綱）   | ●    | 千秋楽2敗同士相星決戦                                    |
| 1986年5月場所  | 北尾（大関）     | ○    | 千秋楽2敗同士相星決戦 北尾は横綱昇進時に「双羽黒」と改名 |
| 1986年11月場所 | 双羽黒（横綱）   | ○    | 千秋楽2敗同士相星決戦                                    |

### 連勝記録
千代の富士の最多連勝記録は、53連勝である。（1988年5月場所7日目 - 1988年11月場所14日目、昭和以降では双葉山、白鵬に次いで歴代3位、大相撲史上では歴代6位）
下記に、千代の富士のその他の連勝記録を記す。（20連勝以上対象）
| 回数 | 連勝数 | 期間                                      | 止めた力士 | 備考                                    | 止めた力士が決めた決まり手 | 連勝が止まった場所の連勝を止めた力士の番付 |
| ---- | ------ | ----------------------------------------- | ---------- | --------------------------------------- | -------------------------- | ------------------------------------------ |
| 1    | 24     | 1982年11月場所2日目 - 1983年1月場所10日目 | 朝潮       |                                         | 押し出し                   | 西関脇                                     |
| 2    | 20     | 1983年11月場所2日目 - 1984年1月場所6日目  | 朝潮       |                                         | 押し倒し                   | 西大関2枚目張出                            |
| 3    | 22     | 1984年11月場所13日目 - 1985年3月場所4日目 | 鳳凰       | 1985年1月場所全勝優勝                   | 下手投げ                   | 東前頭3枚目                                |
| 4    | 20     | 1985年11月場所5日目 - 1986年1月場所9日目  | 旭富士     |                                         | 寄り切り                   | 西関脇                                     |
| 5    | 21     | 1987年11月場所初日 - 1988年1月場所6日目   | 逆鉾       | 1987年11月場所全勝優勝                  | 寄り切り                   | 東関脇                                     |
| 6    | 53     | 1988年5月場所7日目 - 1988年11月場所14日目 | 大乃国     | 1988年7月場所・9月場所2場所連続全勝優勝 | 寄り倒し                   | 西横綱                                     |
| 7    | 20     | 1989年9月場所初日 - 1989年11月場所5日目   | 両国       | 1989年9月場所全勝優勝                   | 押し出し                   | 東前頭3枚目                                |

- 上記の通り、20連勝以上7回、30連勝以上1回記録している。

### 各段優勝
- 幕内最高優勝：31回（歴代3位）
  - 1981年（3回）1月場所、7月場所、11月場所
  - 1982年（4回）3月場所、5月場所、7月場所、11月場所
  - 1983年（2回）3月場所、11月場所
  - 1984年（1回）11月場所
  - 1985年（4回）1月場所、5月場所、9月場所、11月場所
  - 1986年（5回）1月場所、5月場所、7月場所、9月場所、11月場所
  - 1987年（3回）1月場所、7月場所、11月場所
  - 1988年（4回）5月場所、7月場所、9月場所、11月場所
  - 1989年（3回）3月場所、7月場所、9月場所
  - 1990年（2回）1月場所、11月場所
- 全勝優勝：7回（北の湖と並んで歴代4位タイ）
- 連覇：5連覇（1986年5月場所 - 1987年1月場所）
- 場所別優勝回数（東京場所：13回（蔵前国技館：2回、両国国技館：11回）、地方場所：18回）
  - 初場所：5回
  - 春場所：3回
  - 夏場所：4回
  - 名古屋場所：6回
  - 秋場所：4回
  - 九州場所：9回（1981年 - 1988年まで8連覇）
- 幕下優勝：1回（1974年9月場所）

優勝決定戦に出場した6回は全て勝利し優勝している。北の湖との1回、北尾（双羽黒）との2回は本割に負けた後の再戦で、土壇場での強さを見せつけた。しかし双羽黒の強さは認めており、不祥事による廃業に関しては残念がっていた。決定戦での勝率ならびに決定戦での優勝回数はそれぞれ最高記録保持者。弟弟子の北勝海との優勝決定戦の経験もある。
優勝回数31回は白鵬、大鵬に次ぐ記録で、全勝優勝7回も白鵬と双葉山・大鵬に次ぎ、北の湖と並ぶ第4位、53連勝も昭和以降では双葉山、白鵬に次ぐ第3位の記録である。また連続優勝5場所も歴代4位タイと堂々たる記録である。参考ながら九州で行われる11月場所では、1981年から1988年までの8連覇を含め9度優勝している。妻が九州出身なので「九州場所は地元のようなもの」とも言われた。その一方で、3月場所がやや鬼門のきらいがあった。初めての全勝優勝を3月場所（1983年）で遂げたのを除くと休場も多く、1989年は優勝を決めた相撲で肩を脱臼するという憂き目にあっている。また、両国国技館が開館した1985年1月場所から1987年1月場所まで、同所で行われる本場所（毎年1月、5月、9月）に7連覇している。さらに、蔵前国技館と1985年開館の両国国技館の両方で優勝経験があるのも千代の富士だけである。

### 三賞・金星
- 三賞：7回
  - 殊勲賞:1回（1981年1月場所）
  - 敢闘賞:1回（1978年5月場所）
  - 技能賞:5回（1980年3月場所、1980年7月場所、1980年9月場所、1980年11月場所、1981年1月場所）
- 金星：3個（三重ノ海2個、若乃花幹士1個）

### 場所別成績
| | 一月場所 初場所（東京） | 三月場所 春場所（大阪） | 五月場所 夏場所（東京） | 七月場所 名古屋場所（愛知） | 九月場所 秋場所（東京） | 十一月場所 九州場所（福岡） |
| --- | ----------------------- | ----------------------- | ----------------------- | --------------------------- | ----------------------- | --------------------------- |
| 1970年 （昭和45年） | x                       | x                       | x                       | x                           | （前相撲）              | 東序ノ口10枚目 5–2          |
| 1971年 （昭和46年） | 東序二段57枚目 4–3      | 西序二段38枚目 4–3      | 西序二段19枚目 4–3      | 西序二段5枚目 3–4           | 西序二段25枚目 5–2      | 東三段目61枚目 休場 0–0–7   |
| 1972年 （昭和47年） | 西序二段19枚目 5–2      | 西三段目60枚目 5–2      | 東三段目31枚目 4–3      | 西三段目20枚目 5–2          | 東幕下59枚目 3–4        | 東三段目8枚目 4–3           |
| 1973年 （昭和48年） | 東幕下59枚目 4–3        | 東幕下51枚目 4–3        | 東幕下45枚目 2–2–3      | 西三段目2枚目 6–1           | 東幕下31枚目 5–2        | 西幕下18枚目 3–4            |
| 1974年 （昭和49年） | 西幕下25枚目 5–2        | 東幕下15枚目 4–3        | 東幕下11枚目 3–4        | 東幕下20枚目 5–2            | 東幕下11枚目 優勝 7–0   | 東十両12枚目 9–6            |
| 1975年 （昭和50年） | 西十両4枚目 6–9         | 西十両8枚目 8–7         | 西十両6枚目 9–6         | 東十両2枚目 9–6             | 東前頭12枚目 5–10       | 東十両4枚目 4–8–3           |
| 1976年 （昭和51年） | 西十両13枚目 4–11       | 東幕下7枚目 5–2         | 西幕下筆頭 4–3          | 西十両13枚目 9–6            | 東十両10枚目 8–7        | 東十両6枚目 5–10            |
| 1977年 （昭和52年） | 東十両11枚目 8–7        | 西十両10枚目 10–5       | 東十両2枚目 5–10        | 西十両9枚目 8–7             | 東十両7枚目 10–5        | 東十両筆頭 9–6              |
| 1978年 （昭和53年） | 東前頭12枚目 8–7        | 東前頭8枚目 8–7         | 東前頭5枚目 9–6 敢      | 西小結 5–10                 | 東前頭4枚目 4–11        | 西前頭10枚目 9–6            |
| 1979年 （昭和54年） | 東前頭4枚目 5–10        | 西前頭8枚目 2–6–7       | 西十両2枚目 9–4–2       | 西前頭14枚目 8–7            | 東前頭10枚目 8–7        | 東前頭7枚目 7–8             |
| 1980年 （昭和55年） | 東前頭8枚目 8–7         | 東前頭3枚目 8–7 技★     | 西小結 6–9              | 西前頭2枚目 9–6 技★         | 東小結 10–5 技          | 東関脇 11–4 技              |
| 1981年 （昭和56年） | 東関脇 14–1 技殊        | 東大関 11–4             | 東大関 13–2             | 東大関 14–1                 | 西横綱大関 1–2–12       | 東張出横綱 12–3             |
| 1982年 （昭和57年） | 東横綱 12–3             | 西横綱 13–2             | 東横綱 13–2             | 東横綱 12–3                 | 東横綱 10–5             | 東横綱 14–1                 |
| 1983年 （昭和58年） | 東横綱 12–3             | 東横綱 15–0             | 東横綱 休場 0–0–15      | 東横綱 13–2                 | 東横綱 14–1             | 西横綱 14–1                 |
| 1984年 （昭和59年） | 東横綱 12–3             | 西横綱 4–4–7            | 東張出横綱 11–4         | 東張出横綱 休場 0–0–15      | 東張出横綱 10–5         | 西横綱 14–1                 |
| 1985年 （昭和60年） | 東横綱 15–0             | 東横綱 11–4             | 東横綱 14–1             | 東横綱 11–4                 | 東横綱 15–0             | 東横綱 14–1                 |
| 1986年 （昭和61年） | 東横綱 13–2             | 東横綱 1–2–12           | 東横綱 13–2             | 東横綱 14–1                 | 東横綱 14–1             | 東横綱 13–2                 |
| 1987年 （昭和62年） | 東横綱 12–3             | 東横綱 11–4             | 東横綱 10–5             | 東横綱 14–1                 | 東横綱 9–2–4            | 東張出横綱 15–0             |
| 1988年 （昭和63年） | 東横綱 12–3             | 東横綱 休場 0–0–15      | 東張出横綱 14–1         | 東横綱 15–0                 | 東横綱 15–0             | 東横綱 14–1                 |
| 1989年 （平成元年） | 東横綱 11–4             | 西横綱 14–1             | 東横綱 休場 0–0–15      | 東張出横綱 12–3             | 西横綱 15–0             | 東横綱 13–2                 |
| 1990年 （平成2年） | 東横綱 14–1             | 東横綱 10–5             | 西横綱 13–2             | 東横綱 12–3                 | 東横綱 休場 0–0–15      | 東張出横綱 13–2             |
| 1991年 （平成3年） | 東横綱 2–1–12           | 西張出横綱 休場 0–0–15  | 西張出横綱 引退 1–3–0   | x                           | x                       | x                           |
| 各欄の数字は、「勝ち-負け-休場」を示す。 優勝 引退 休場 十両 幕下 三賞：敢=敢闘賞、殊=殊勲賞、技=技能賞 その他：★=金星 番付階級：幕内 - 十両 - 幕下 - 三段目 - 序二段 - 序ノ口 幕内序列：横綱 - 大関 - 関脇 - 小結 - 前頭（「#数字」は各位内の序列） |                         |                         |                         |                             |                         |                             |

1. ↑  琴の郷との優勝決定戦
2. ↑  右肩関節脱臼により8日目から途中休場
3. ↑  北の湖と優勝決定戦
4. ↑  左足首関節捻挫により3日目から途中休場
5. 1 2  4代・朝汐と優勝決定戦
6. ↑  右股関節捻挫により8日目から途中休場
7. ↑  腰背部挫傷により3日目から途中休場
8. ↑  北尾（のち双羽黒）と優勝決定戦
9. ↑  双羽黒と優勝決定戦
10. ↑  腰部椎間板損傷により11日目から途中休場
11. ↑  左肩関節脱臼により千秋楽不戦敗
12. ↑  北勝海と優勝決定戦
13. ↑  左上腕二頭筋部分断裂により3日目から途中休場

## 合い口
- 元横綱・輪島には1勝6敗。最初の対戦から6連敗していたが、最後の対戦となった1981年1月場所で初勝利。決まり手は上手投げ。
- 元横綱・北の湖には6勝12敗。他に優勝決定戦で1勝がある。横綱同士の対戦は4勝2敗。最後の勝利は1984年1月場所で、決まり手は浴びせ倒し。
- 元横綱・若乃花には5勝10敗。横綱同士の対戦は3勝2敗。最後の勝利は1982年9月場所で、決まり手は寄り切り。
- 元横綱・三重ノ海には3勝2敗。最後の勝利は1980年11月場所で、決まり手は浴びせ倒し。
- 元横綱・隆の里には12勝16敗。横綱同士の対戦は3勝3敗。最後の勝利は1985年7月場所で、決まり手は寄り切り。
- 元横綱・双羽黒には8勝6敗。他に優勝決定戦で2勝がある。横綱同士の対戦は3勝2敗。最後の勝利は1987年11月場所で、決まり手は寄り切り。
- 元横綱・大乃国には23勝9敗。横綱同士の対戦は8勝2敗。最後の勝利は1990年1月場所で、決まり手は寄り切り。
- 元横綱・旭富士には30勝6敗（不戦敗1を含む）。横綱同士の対戦は1勝。最後の勝利は1990年11月場所で、決まり手は寄り切り。
- 元横綱・貴乃花には現役最後となった1991年5月場所で、対戦した1敗のみ。
- 元大関・貴ノ花には6勝4敗。
- 元大関・大受には1勝。千代の富士が新入幕の時に対戦した。
- 元大関・魁傑には魁傑が大関陥落後に対戦して2勝。
- 元大関・旭國には1勝1敗。
- 元大関・増位山には8勝4敗。増位山の大関在位中は6戦全勝。
- 元大関・琴風には22勝6敗。
- 元大関・若嶋津には25勝3敗。
- 元大関・朝潮には31勝15敗。他に優勝決定戦で2勝がある。
- 元大関・北天佑には33勝14敗（不戦敗2を含む）。
- 元大関・小錦には20勝9敗（不戦勝1を含む）。
- 元大関・霧島には12勝2敗。

## 幕内対戦成績
| 力士名   | 勝数  | 負数  | 力士名   | 勝数 | 負数 | 力士名   | 勝数  | 負数 | 力士名       | 勝数 | 負数 |
| -------- | ----- | ----- | -------- | ---- | ---- | -------- | ----- | ---- | ------------ | ---- | ---- |
| 青葉城   | 14    | 4     | 青葉山   | 5    | 4    | 安芸ノ島 | 7     | 4    | 朝潮         | 31** | 15   |
| 旭國     | 1     | 1     | 旭富士   | 30   | 6(1) | 天ノ山   | 3     | 3    | 荒勢         | 2    | 4    |
| 板井     | 16    | 0     | 恵那櫻   | 2    | 0    | 大潮     | 4     | 2    | 巨砲         | 37   | 5(1) |
| 大錦     | 8     | 2     | 大乃国   | 23   | 9    | 大豊     | 3     | 0    | 大鷲         | 1    | 0    |
| 小城ノ花 | 1     | 0     | 魁輝     | 9    | 6    | 魁傑     | 2     | 0    | 春日富士     | 2    | 0    |
| 北の湖   | 6*    | 12    | 騏ノ嵐   | 2    | 0    | 旭道山   | 1     | 0    | 霧島         | 12   | 2    |
| 起利錦   | 3     | 1     | 麒麟児   | 20   | 6(1) | 久島海   | 2     | 0    | 蔵間         | 11   | 2    |
| 黒瀬川   | 5     | 2     | 黒姫山   | 2    | 6    | 高望山   | 6     | 0    | 琴稲妻       | 3    | 0    |
| 琴ヶ梅   | 21    | 1     | 琴風     | 22   | 6    | 琴ヶ嶽   | 1     | 0    | 琴錦         | 2    | 1    |
| 琴富士   | 4     | 0     | 琴若     | 3    | 3    | 小錦     | 20(1) | 9    | 斉須         | 3    | 0    |
| 蔵玉錦   | 8     | 1     | 逆鉾     | 27   | 3    | 佐田の海 | 19    | 1    | 嗣子鵬       | 2    | 0    |
| 陣岳     | 15    | 0     | 大こう   | 2    | 0    | 大受     | 1     | 0    | 太寿山       | 21   | 3    |
| 大翔山   | 0     | 1(1)  | 大徹     | 5    | 1    | 大竜川   | 1     | 0    | 貴闘力       | 1    | 1    |
| 隆の里   | 12    | 16    | 貴ノ花   | 6    | 4    | 貴花田   | 0     | 1    | 隆三杉       | 6    | 0    |
| 高見山   | 11    | 1     | 多賀竜   | 8    | 0    | 谷嵐     | 4     | 1    | 玉輝山       | 2    | 2    |
| 玉ノ富士 | 1     | 2     | 玉龍     | 2    | 1    | 寺尾     | 16    | 1    | 照の山       | 2    | 1    |
| 出羽の花 | 33(1) | 2     | 天龍     | 0    | 1    | 闘竜     | 14    | 0    | 栃赤城       | 7    | 8    |
| 栃司     | 7     | 1     | 栃剣     | 4    | 0    | 栃乃和歌 | 14    | 0    | 栃光         | 7    | 3    |
| 南海龍   | 1     | 0     | 長谷川   | 0    | 1    | 花乃湖   | 10    | 2    | 花ノ国       | 10   | 0    |
| 播竜山   | 4     | 3     | 飛騨乃花 | 4    | 0    | 富士櫻   | 8     | 1    | 藤ノ川       | 1    | 0    |
| 二子岳   | 1     | 0     | 双津竜   | 2    | 3(1) | 双羽黒   | 8**   | 6    | 鳳凰         | 5    | 3    |
| 北天佑   | 33    | 14(2) | 北勝海   | 0*   | 0    | 前乃臻   | 1     | 0    | 増位山       | 8    | 4    |
| 舛田山   | 12    | 5     | 益荒雄   | 5(1) | 2    | 三重ノ海 | 3     | 2    | 東洋(三杉磯) | 3    | 1    |
| 三杉里   | 2     | 1(1)  | 水戸泉   | 10   | 1    | 豊山     | 4     | 1    | 両国         | 11   | 3    |
| 若獅子   | 2     | 2     | 若嶋津   | 25   | 3    | 若瀬川   | 5     | 0    | 若乃花(2代)  | 5    | 10   |
| 輪島     | 1     | 6     | 鷲羽山   | 9    | 1    |          |       |      |              |      |      |

- 他に優勝決定戦では、朝潮と双羽黒に各2勝、北の湖と北勝海（唯一の同部屋横綱決戦）に各1勝があり、6戦全勝である。

## 改名歴

### 四股名
- 秋元 貢（あきもと みつぐ）1970年9月場所
- 大秋元 貢（おおあきもと みつぐ）1970年11月場所
- 千代の冨士 貢（ちよのふじ みつぐ）1971年1月場所 - 1974年11月場所
- 千代の富士 貢（ちよのふじ みつぐ）1975年1月場所 - 1991年5月場所

### 年寄名
- 陣幕 貢（じんまく みつぐ）1991年5月15日 - 1992年4月1日
- 九重 貢（ここのえ みつぐ）1992年4月1日 - 2016年7月31日

## 関連作品

### 書籍

#### 自著
- 陣幕貢『負けてたまるか』東京新聞出版局（1991年）
- 千代の富士貢『不撓不屈 : 一〇四五勝への道のり』日之出出版（1992年）
- 九重貢『ウルフと呼ばれた男』読売新聞（1993年）
- 九重貢『綱の力』ベースボールマガジン社（2011年）

#### 共著
- 千代の富士貢、向坂松彦『私はかく闘った 横綱千代の富士』日本放送出版協会（1991年）

#### 漫画
- 『千代の富士物語 北の大将 上・下巻』（山崎匡佑）

### テレビドラマ
- 『あこがれベビー』最終話「真人さん頑張って」（日本テレビ、1981年）
- 『千代の富士物語』（関西テレビ制作 / フジテレビ系列〈FNS〉、1991年 - 1992年）
  - 『花王ファミリースペシャル』枠で放送。第1部は1991年6月2日 - 23日（全4回）、第2部「青春編」は1992年2月2日 - 9日（全2回）、第3部「栄光への道」は1992年10月4日 - 11日（全2回）にてそれぞれ放送された。
  - 演出は清水満、中村金太。脚本は内舘牧子、小山内美江子。音楽は坂田晃一が担当。宮下直紀（新弟子時代）、宍戸開（現役時代）が千代の富士を演じた。

### 楽曲
- 燃える涙：松山千春の楽曲。関西テレビドラマ「千代の富士物語」エンディングテーマ。ミニ・アルバム『燃える涙』（廃盤）に収録。
- 昭和の旋風（かぜ）〜ウルフ〜：石原修二の楽曲。石原は三重県鳥羽で漁師宿「浜辺屋」を営む傍ら演歌歌手として活動し、千代の富士存命時からその趣味であった釣りを通じ長年家族・部屋ぐるみで付き合いがあった。訃報を受け自ら作詞し、歿後1年に合わせて2017年7月26日にキングレコードからリリース。

### TV CM
- 常盤薬品工業 ビタシーZ1000（1983年）

### ゲーム
- 千代の富士の大銀杏（ファミリーコンピュータ、FACEより発売。1990年）
メインモードの「昇進モード」は本場所で相撲を取って番付を上げ、稽古をしながら能力を上げていき、横綱を目指すことが目的。「昇進モード」には難易度の高い「関取モード」と初心者向けの難易度である「幕下モード」がある。千代の富士は「関取モード」のラスボス的存在として登場する。他にも「練習モード」「対戦モード」「観戦モード」がある。ゲーム画面は『つっぱり大相撲』と酷似している[96]。